# Constance van Eeden
Constance van Eeden (Delft, 6 april 1927 - 21 september 2021) was een Nederlandse mathematische statisticus die belangrijke bijdragen leverde aan de ontwikkeling van statistiek als wetenschap in Canada. Ze werd wereldwijd bekend door haar belangrijke bijdragen aan onderzoeksgebieden als schattingen in beperkte parameterruimten, beslissingstheorie en non-parametrische statistiek.

## Opleiding
Van Eeden werd geboren in Delft, als dochter van een leraar. De familie verhuisde naar Bergen op Zoom waar ze de lagere en middelbare school bezocht. Ze studeerde aan de Universiteit van Amsterdam, waar ze in 1949 een bachelor's degree behaalde, in 1954 een master's degree, en in 1958 een PhD (cum laude). Ze deed een bachelor in wiskunde, natuurkunde en sterrenkunde; haar master was in actuariële wetenschappen. Haar proefschrift, met David van Dantzig als promotor en Jan Hemelrijk als onofficiële mentor, was Testing and Estimating Ordered Parameters of Probability Distribution. Van Eeden was de eerste Nederlandse vrouw die in de statistiek promoveerde; de eerstvolgende Nederlandse die in statistiek promoveerde was Sara van de Geer, in 1987.

## Carrière
Van 1954 tot 1960 werkte ze bij het Centrum Wiskunde & Informatica, gevolgd door een jaar als gastdocent aan de Michigan State University, op uitnodiging van Herman Rubin. Tijdens dat bezoek ontmoette ze de statisticus Charles H. Kraft, met wie ze in het huwelijk trad. De regels om nepotisme tegen te gaan, die toen van kracht waren aan veel Amerikaanse universiteiten, waaronder Michigan State, maakten het voor hen moeilijk om aan dezelfde universiteit een baan te vinden. Ook bij de Universiteit van Minnesota, waar ze van 1961 tot 1965 werkten, was de situatie problematisch. Constance was daar eerst onderzoeksmedewerker en daarna universitair hoofddocent. In 1965 vertrok het echtpaar naar de Université de Montréal, waar zij een aanstelling als hoogleraar kreeg. Ze begeleidde 14 PhD-studenten. In 1988 ging ze met emeritaat. Vanaf 1989 heeft ze gast- en erefuncties bekleed aan de Université du Québec à Montréal en de University of British Columbia.
Na haar pensionering ging ze wonen in Broek in Waterland.

## Bijdragen
Ze publiceerde drie boeken, waarvan een samen met haar echtgenoot, en meer dan 70 artikelen, alleen of met anderen. Ze was lid van de redactie van verschillende tijdschriften over statistiek. Van 1990 tot 2004 was ze hoofdredacteur van Statistical Theory and Methods Abstracts. Haar onderzoek richtte zich met name tot de niet-parametrische statistiek en besliskunde.

## Prijzen en onderscheidingen
In 1973 werd ze zowel fellow van de American Statistical Association als van het Institute of Mathematical Statistics. In 1978 werd ze gekozen als lid van het International Statistical Institute. In 1999 schonk ISI haar de Henri Willem Methorst Medal en in 2003 kreeg ze van dit instituut het ISI Service Certificate uitgereikt, beide vanwege haar vele verdiensten.
In 1990 schonk de Statistical Society of Canada haar hun gouden medaille vanwege haar bijdragen aan statistiek en haar verdiensten op het gebied van onderwijs in statistiek. Ze werd benoemd tot erelid in 2011.
De faculteit Wiskunde & Statistiek van de Université de Montréal stelde in 1998 de "Prix Constance van Eeden" in, als erkenning voor haar bijdragen aan de ontwikkeling van statistiek aan die universiteit. De prijs wordt jaarlijks uitgereikt aan de beste BSc afgestudeerde in statistiek of actuariële wetenschappen.
In mei 2002 werd ter ere van haar 75e verjaardag een symposium gehouden en een festschrift gepubliceerd. In 2013 benoemde de Vereniging voor Statistiek en Operationele Research haar tot erelid.
Na haar overlijden stelde het Centrum Wiskunde & Informatica in 2022 de Constance van Eeden PhD Fellowship in, een promotiepositie bestemd voor een getalenteerde jonge vrouwelijke student in wiskunde, informatica of een verwant onderzoeksgebied, om de werving van vrouwelijke promovendi in de wiskunde of informatica of een aanverwant wetenschapsgebied te stimuleren.